# Liste der Baudenkmale im Landkreis Nienburg/Weser
Die Liste der Baudenkmale im Landkreis Nienburg/Weser enthält die nach dem Niedersächsischen Denkmalschutzgesetz geschützten Baudenkmale im niedersächsischen Landkreis Nienburg/Weser. 
Der Übersicht und Länge halber ist die Liste nach den Städten und Gemeinden des Landkreises separiert. Diese Einteilung findet sich in der folgenden Tabelle, in der zu jedem Eintrag, soweit möglich, ein exemplarisches Foto eines Baudenkmals aus der jeweiligen Stadt oder Gemeinde zu finden ist.
Für die Gemeinden Hämelhausen und Pennigsehl sind keine Baudenkmale ausgewiesen.
| Bild | Stadt/Gemeinde | Karte | Liste                                             | Ortsteile |
| ---- | -------------- | ----- | ------------------------------------------------- | --------- |
|      | Balge          |       | Liste der Baudenkmale in Balge                    |           |
|      | Binnen         |       | Liste der Baudenkmale in Binnen                   |           |
|      | Bücken         |       | Liste der Baudenkmale in Bücken                   |           |
|      | Diepenau       |       | Liste der Baudenkmale in Diepenau                 |           |
|      | Drakenburg     |       | Liste der Baudenkmale in Drakenburg               |           |
|      | Estorf         |       | Liste der Baudenkmale in Estorf (Weser)           |           |
|      | Eystrup        |       | Liste der Baudenkmale in Eystrup                  |           |
|      | Gandesbergen   |       | Liste der Baudenkmale in Gandesbergen             |           |
|      | Hämelhausen    |       | Liste der Baudenkmale in Hämelhausen              |           |
|      | Haßbergen      |       | Liste der Baudenkmale in Haßbergen                |           |
|      | Hassel (Weser) |       | Liste der Baudenkmale in Hassel (Weser)           |           |
|      | Heemsen        |       | Liste der Baudenkmale in Heemsen                  |           |
|      | Hilgermissen   |       | Liste der Baudenkmale in Hilgermissen             |           |
|      | Hoya           |       | Liste der Baudenkmale in Hoya                     |           |
|      | Hoyerhagen     |       | Liste der Baudenkmale in Hoyerhagen               |           |
|      | Husum          |       | Liste der Baudenkmale in Husum (bei Nienburg)     |           |
|      | Landesbergen   |       | Liste der Baudenkmale in Landesbergen             |           |
|      | Leese          |       | Liste der Baudenkmale in Leese                    |           |
|      | Liebenau       |       | Liste der Baudenkmale in Liebenau (Niedersachsen) |           |
|      | Linsburg       |       | Liste der Baudenkmale in Linsburg                 |           |
|      | Marklohe       |       | Liste der Baudenkmale in Marklohe                 |           |
|      | Nienburg/Weser |       | Liste der Baudenkmale in Nienburg/Weser           |           |
|      | Pennigsehl     |       | Liste der Baudenkmale in Pennigsehl               |           |
|      | Raddestorf     |       | Liste der Baudenkmale in Raddestorf               |           |
|      | Rehburg-Loccum |       | Liste der Baudenkmale in Rehburg-Loccum           |           |
|      | Rodewald       |       | Liste der Baudenkmale in Rodewald                 |           |
|      | Rohrsen        |       | Liste der Baudenkmale in Rohrsen                  |           |
|      | Schweringen    |       | Liste der Baudenkmale in Schweringen              |           |
|      | Steimbke       |       | Liste der Baudenkmale in Steimbke                 |           |
|      | Steyerberg     |       | Liste der Baudenkmale in Steyerberg               |           |
|      | Stöckse        |       | Liste der Baudenkmale in Stöckse                  |           |
|      | Stolzenau      |       | Liste der Baudenkmale in Stolzenau                |           |
|      | Uchte          |       | Liste der Baudenkmale in Uchte                    |           |
|      | Warmsen        |       | Liste der Baudenkmale in Warmsen                  |           |
|      | Warpe          |       | Liste der Baudenkmale in Warpe                    |           |
|      | Wietzen        |       | Liste der Baudenkmale in Wietzen                  |           |